# 施泰普弗斯豪森
施泰普弗斯豪森（德語：Stepfershausen，發音：[ˈʃtɛpfɐsˌhaʊzn̩]）是德国图林根州施马尔卡尔登-迈宁根县曾经的一个市镇，面积15.76平方千米，2017年12月31日人口为626人。2019年12月31日，施泰普弗斯豪森并入市镇迈宁根。